# British Columbia Highway 97
Der British Columbia Highway 97 ist mit 2175 km die längste durchgehende Fernstraße in der Provinz British Columbia im Westen von Kanada. Teile des Highways sind dabei, als sogenannte Core Route sowie als Feeder Route, Bestandteil des kanadischen National Highway Systems.

## Abschnitte
Der Highway wird aufgrund historischer und naturräumlicher Gegebenheiten in die vier Abschnitte Okanagan Highway, Cariboo Highway, John Hart Highway und Alaska Highway gegliedert.

### Okanagan Highway

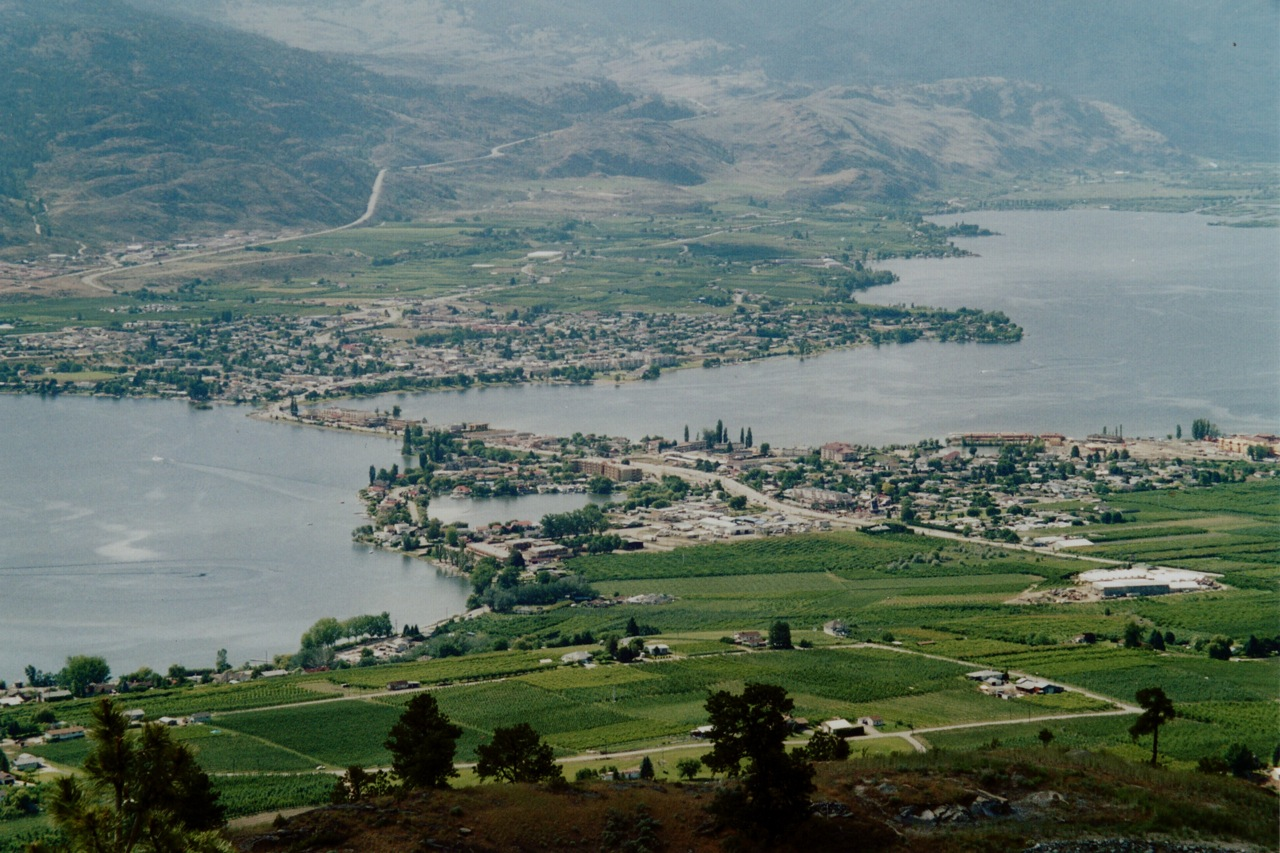
Blick auf Osoyoos vom Anarchist Mountain

Als Okanagan Highway wird der Abschnitt zwischen der Grenze zum Bundesstaat Washington (Vereinigte Staaten von Amerika) und der Einmündung in den Highway 1, den Trans-Canada Highway, bezeichnet. Die Straße, welche am Grenzübergang nach Oroville in den U.S. Highway 97 übergeht, folgt zwischen Osoyoos und Vernon dem Okanagan Valley und führt anschließend in Richtung Nordwesten am Nordrand des Thompson Plateau nach Monte Creek, wo sie auf den Trans-Canada Highway mündet. Gemeinsam mit diesem führt sie durch das Tal des South Thompson River bis Kamloops und weiter im Tal des Thompson River nach Cache Creek. Die Strecke zwischen dem Grenzübergang und der Einmündung auf den Trans-Canada Highway besitzt eine Länge von 273 Kilometer, im Großraum Kelowna ist der Highway autobahnähnlich ausgebaut.
Der Abschnitt, in welchem der Highway 1 und der Highway 97 auf der gleichen Strecke verlaufen, ist 99 Kilometer lang.
Wichtige Straßen kreuzen den Highway bereits in diesem Abschnitt beziehungsweise münden in diesen ein:
- Crowsnest Highway (Highway 3) in Osoyoos nach Hope bzw. Castlegar und Cranbrook
- Highway 33 in Kelowna nach Rock Creek
- Highway 6 in Vernon zum Arrow Lakes und nach Nelson

#### Highway 97A
Der Highway 97A ist eine Nebenstrecke des Highway 97, welcher die Verbindung zwischen Vernon und Sicamous am Highway 1 herstellt. Er verläuft weitestgehend in nordnordöstlicher Richtung und erschließt das nördliche Okanagan Valley. Diese Straße besitzt eine Länge von 65 Kilometern.

#### Highway 97B
Highway 97B ist ein kurzer Straßenabschnitt, welcher den Highway 97A bei Grindrod mit dem Highway 1 bei Salmon Arm am Shuswap Lake verbindet. Er ist nur etwa 14 Kilometer lang.

#### Highway 97C (östlicher Abschnitt)
Der Highway 97C ist in zwei Teile gegliedert; der östliche Teil führt vom Westufer des Okanagan Lake bei Peachland über 82 Kilometer nach Aspen Grove am Highway 5A. Er ist autobahnähnlich ausgebaut und bildet die Hauptverbindung zum Coquihalla Highway (Yellowhead Highway 5).

#### Highway 97C (westlicher Abschnitt)
Von Merrit bis Boston Flats – zwischen Ashcroft und Cache Creek am Highway 1 gelegen – verläuft dieser Straßenabschnitt über das Nicola Plateau und das Thompson Plateau nach Nordwesten und verbindet über eine Strecke von 108 Kilometer den Coquihalla Highway mit dem Cariboo Highway.

#### Highway 97D
Die zuvor als Meadow Creek Road zwischen Logan Lake am westlichen Abschnitt des Highway 97C und der Ausfahrt 336 des Yellowhead Highway 5 (Coquihalla Highway) nahe Lac Le Jeune ausgewiesene Straße wurde im Jahr 2005 offiziell in British Columbia Highway 97D umbenannt. Sie ermöglicht einen schnelleren Zugang von Kamloops zum zentralen Teil des Thompson-Plateau.

### Cariboo Highway

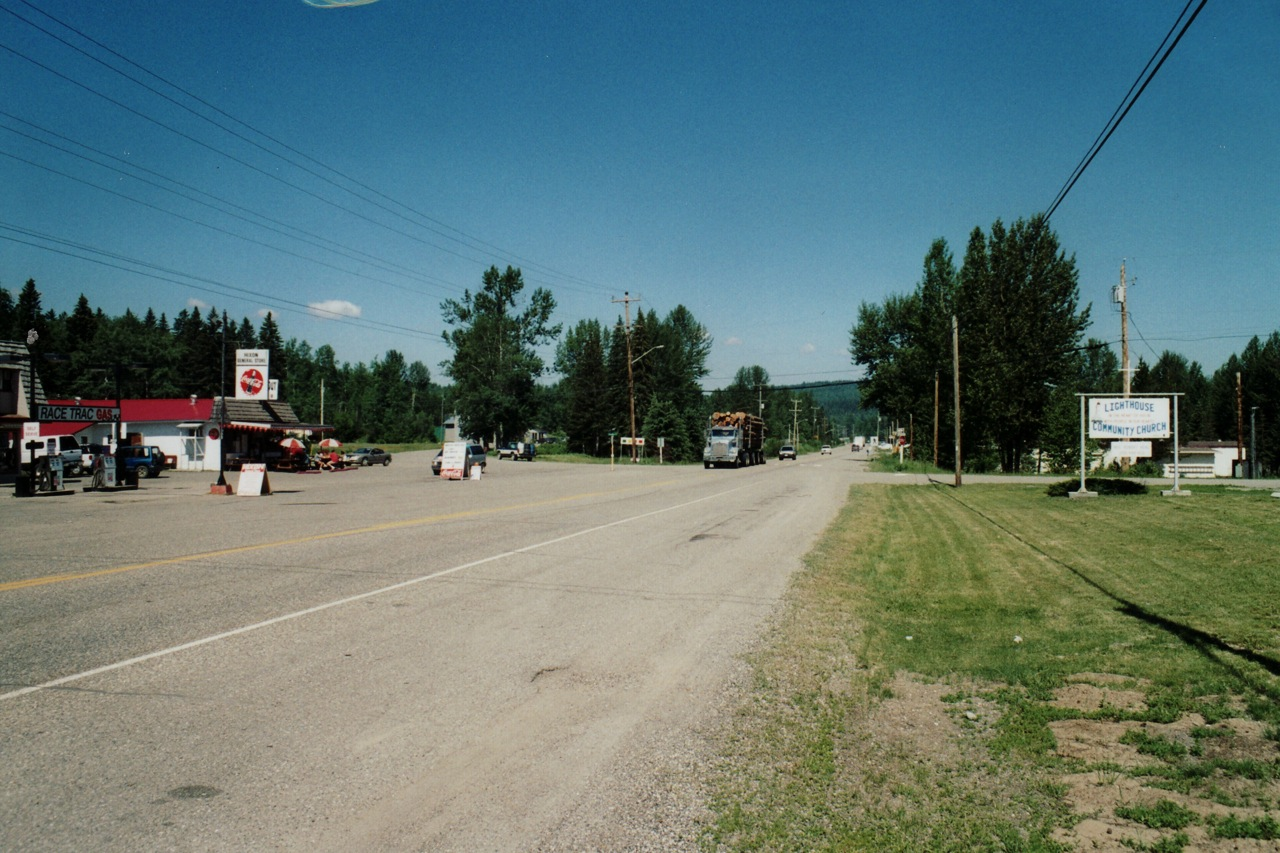
Highway 97 bei Hixon nahe Prince George

In Cache Creek trennen sich der von hier nach Süden in Richtung Hope und Vancouver verlaufende Highway 1 und der sich nach Norden wendende Highway 97, welcher für die nächsten 441 Kilometer bis nach Prince George als Cariboo Highway bezeichnet wird. Der gesamte Streckenverlauf bis Dawson Creek ist Teil der West Access Route von Seattle zum Alaska Highway. Die Straße führt mehr oder minder stetig nach Norden und folgt nach Überquerung des Green Timber Plateau den Tälern des San Jose River und des Fraser River.
Auch in diesem Streckenabschnitt gehen einige wichtige Straßen vom Highway 97 ab beziehungsweise kreuzen ihn:
- Highway 99 bei Carquile nach Lillooet, Whistler, Squamish und Vancouver
- Highway 24 bei 93 Mile nach Lone Butte, zum Yellowhead Highway 5 und zum Wells Gray Provincial Park
- Highway 20 bei Williams Lake nach Bella Coola und zum Tweedsmuir Provincial Park
- Highway 26 bei Quesnel nach Barkerville und zum Bowron Lake Provincial Park
- Yellowhead Highway (Highway 16) bei Prince George nach Jasper und Edmonton beziehungsweise Prince Rupert

### John Hart Highway
Der nächste Abschnitt des Highway 97 erstreckt sich von der Kreuzung mit dem Yellowhead Highway 16 in Prince George bis zur Kreuzung mit dem Provincial Highway 2 in Dawson Creek. Dieser Abschnitt ist 405 Kilometer lang und führt in einem weiten Bogen zunächst nach Norden und nach Überquerung des Pine Pass nach Osten.
Mit dem Verlassen des Tals des Fraser River nur 40 Kilometer nördlich Prince George wird südlich des Summit Lake die kontinentale Wasserscheide zwischen den Flusssystemen des Fraser River und des Mackenzie River überquert. Der nur 933 m hohe Pine Pass ist der niedrigste Übergang über die Rocky Mountains in British Columbia, gleichzeitig wird die Grenze zwischen Pacific Time Zone und Mountain Time Zone überschritten.
Aufgrund der niedrigen Bevölkerungsdichte nördlich des Tals des Fraser River ist die Anzahl kreuzender oder einmündender Straßen gering:
- Highway 39 bei McLeod Lake nach Mackenzie
- Highway 29 bei Chetwynd nach Tumbler Ridge beziehungsweise nach Hudson’s Hope und zum Highway 97 nördlich Charlie Lake
- Highway 52 bei Arras nach Fellers Heights, Tumbler Ridge und zur Grenze nach Alberta bei Tupper
- Highway 2 bei Dawson Creek zur Grenze nach Alberta bei Tupper und von dort als Highway 43 weiter nach Grande Prairie und Edmonton
- Highway 49 bei Dawson Creek zur Grenze nach Alberta bei Bay Tree und weiter als Highway 49 nach Rycroft und Valleyview

### Alaska Highway

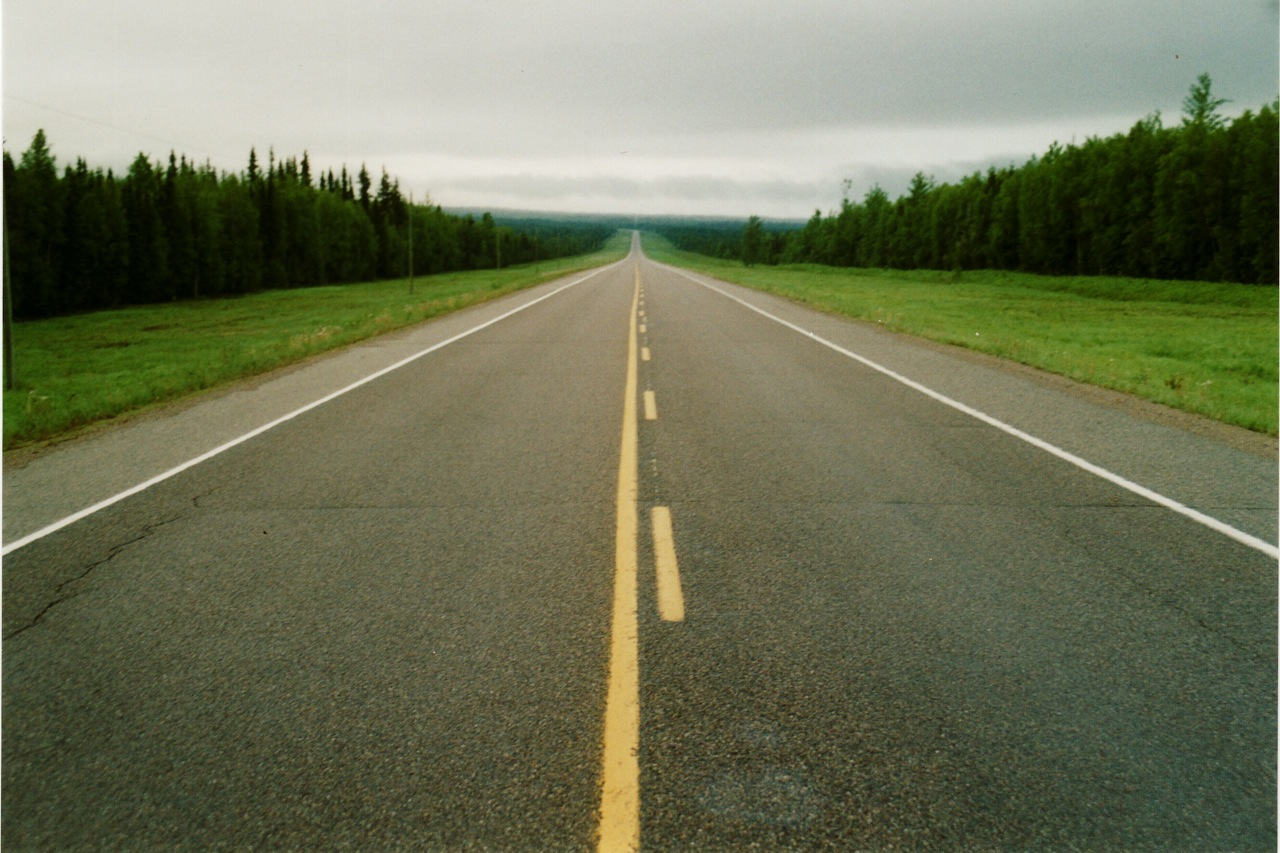
Highway 97 südlich von Fort Nelson

Der nördlichste Abschnitt des Highway 97 erschließt den nahezu menschenleeren Norden der Provinz British Columbia und stellt die Hauptverbindung in das Yukon Territory und nach Alaska dar. Er führt über eine Distanz von etwa 970 Kilometer zunächst nach Norden und wendet sich hinter Fort Nelson nach Nordwesten. Bei Contact Creek verlässt er erstmals British Columbia, verläuft aber über eine Distanz von etwa 250 Kilometern immer entlang der Grenze zwischen dem Yukon Territory – wo er als Highway 1 bezeichnet wird – und British Columbia. Erst kurz vor Erreichen des Teslin Lake überquert der Alaska Highway letztmals den sechzigsten Grad nördlicher Breite und somit die Grenze.
Die Rocky Mountains werden auf zwei Pässen im Streckenabschnitt zwischen Ford Nelson und dem Liard River überquert, der Summit-Pass ist 1295 m hoch, der etwa 90 Kilometer westlich gelegene Muncho-Pass ist 1100 m hoch.
Der bei Chetwynd in Richtung Hudson's Hope abgezweigte Highway 29 – dieser Abschnitt wird auch als Hudson's Hope Loop bezeichnet – mündet bei Charlie Lake zwölf Kilometer nördlich von Fort St. John wieder auf den Highway 97.
Neben einigen Straßen, die ausschließlich der Erkundung von Lagerstätten und der Holzverarbeitung dienen, geht 28 Kilometer nordwestlich von Ford Nelson der Liard Highway (Highway 77) ab, der eine wichtige Verbindung in den Nordwesten der Northwest Territories darstellt und nach Fort Liard und weiter nach Fort Simpson führt.
Der Alaska Highway ist Bestandteil des CANAMEX Corridor. Diese Handelsroute wurde im Rahmen des Nordamerikanischen Freihandelsabkommens definiert und dient dem Transport zwischen Kanada, den Vereinigten Staaten und Mexiko.

## Baugeschichte
Die südlichen Abschnitte – Okanagan Highway und Cariboo Highway – lehnen sich weitestgehend an historische Routen zur Erschließung des zentralen Teils von British Columbia an.

### Okanagan Trail und Okanagan Highway
Der Okanagan Trail bildete den Hauptzugang aus Oregon und dem mittleren Teil des heutigen Bundesstaates Washingtons zu den Goldfeldern des Fraser-Canyon-Goldrausches von 1858/59. Er folgte dabei einer Route, welche die Pelzhändler der Hudson’s Bay Company bereits zuvor erschlossen hatten, um Fort Vancouver am Columbia River zu erreichen. Zunächst wurden hauptsächlich Boote zum Transport von Mensch und Material verwandt, die Gründung von Städten entlang der Route führte aber auch zum Ausbau der Infrastruktur.
Erste Siedlungen entstanden um 1860, jedoch blieb die Bevölkerungsdichte bis weit in das 20. Jahrhundert hinein gering. Der Ausbau der Straßenverbindungen erfolgte nicht wie beim John Hart Highway oder dem Alaska Highway im Rahmen eines Projekts, vielmehr wurden die entstehenden Siedlungen durch den Verlauf des Okanagan Trail weitestgehend folgende Straßen miteinander verbunden, was sich noch heute im Straßenverlauf dokumentiert.
Die 1958 errichtete Okanagan Lake Bridge zwischen Westside und Kelowna schloss die letzte Lücke im Verlauf des Okanagan Highway.

### Cariboo Highway, Cariboo Wagon Road und Old Cariboo Road
Mit dem Bau der Cariboo Road – auch Cariboo Wagon Road genannt – wurde bereits 1862 auf Anweisung des Gouverneurs von British Columbia, James Douglas, begonnen. Sie führte über 640 Kilometer von Fort Yale im Fraser River Canyon bis Barkerville und bildete zwischen Cache Creek und Quesnel den Vorläufer des heutigen Highway. Das Hauptinteresse am Bau der 6 Meter breiten Straße lag in der Sicherung der Goldfunde der Region Cariboo, gleichzeitig sollte eine – letztlich gescheiterte – Straßenverbindung nach Edmonton in Alberta geschaffen werden, um die Anbindung British Columbias an den Rest Kanadas zu verbessern.
Die Old Cariboo Road war eine von Lillooet nach Alexandria führende Straße, welche auf abweichender Route, doch zum gleichen Zweck errichtet wurde. Der Bau begann bereit 1859. Es war eine durch Gustavus Blin-Wright privat finanzierte, gebührenpflichtige Straße; auch die nach Quesnellemouthe – das heutige Quesnel – verkehrende Dampfschiff gehörte diesem Unternehmer. Die Cariboo Route folgte dieser Straße ab Clinton und machte durch die Verlängerung bis nach Quesnel und Barkerville den Einsatz von Schiffen auf dem Fraser River in diesem Abschnitt zunächst obsolet.
Die heutigen Ortsnamen – wie 100 Mile House oder 150 Mile House – gehen auf Rasthäuser entlang der Old Cariboo Road zurück, die im Namen enthaltenen Entfernungsangaben beziehen sich auf den Ausgangspunkt dieser Straße in Lillooet.
Der Bau der Eisenbahn im Fraser Canyon führte zu einer Zerstörung der Straße in den 1880er Jahren; erst 1922 war die Strecke zwischen Yale und Quesnel als Schotterstraße wiederhergestellt, die Anbindung von Prince Rupert begann erst mit dem Ausbruch des Zweiten Weltkrieges.

### John Hart Highway
Der John Hart Highway – benannt nach dem ehemaligen Premierminister der Provinz British Columbia John Hart – ist der jüngste Abschnitt des Highways. Sein Namensgeber setzte sich für den Lückenschluss zwischen Prince George und Dawson Creek ein, so dass nach Ende des Zweiten Weltkrieges der Bau dieses Abschnitts begann. Erst 1952 wurde dieser Streckenabschnitt fertiggestellt.

### Alaska Highway
Der Alaska Highway wurde aufgrund der Gefahr einer japanischen Invasion in Alaska nach dem Überfall auf Pearl Harbor 1942/43 errichtet, erst nach Kriegsende wurde der Abschnitt in British Columbia der Aufsicht der kanadischen Behörden unterstellt. Seit 1947 konnten auch Zivilisten diesen Straßenabschnitt benutzen, doch fanden und finden ständige Änderungen der Streckenführung statt.

## Sehenswürdigkeiten
Entlang der Strecke finden sich zahlreiche Provinzparks und sonstige geschützte Gebiete.
Die Kilometerangaben beziehen sich dabei auf den südlichen Ausgangspunkt der Teilabschnitte.

### Okanagan Highway
- 1 km – Osoyoos Desert Center
- 5 km – Sẁiẁs Provincial Park
- 37 km – Vaseux Provincial Protected Area / White Lake Provincial Protected Area
- 42 km – Vaseux Lake Provincial Park
- 47 km – Sx̌ʷəx̌ʷnitkʷ Provincial Park
- 75 km – Kickininee Provincial Park
- 78 km – Sun-Oka Beach Provincial Park
- 100 km – Okanagan Lake Provincial Park
- 104 km – Antlers Beach / Hardy Falls Regional Park
- 130 km – Okanagan Mountain Provincial Park (ca. 15 km südlich, Zufahrt über Pandosy St. und Lakeshore Rd.)
- 136 km – Myra Belleve Provincial Protected Area (etwa acht Kilometer südöstlich, Zufahrt über Spall Rd., KLO Rd. und Little White Forest Rd.)
- 175 km – Kekuli Bay Provincial Park
- 180 km – Kalamalka Lake Provincial Park (etwa sechs Kilometer östlich, Zufahrt über Westkal Rd. und Cosens Bay Rd.)
- 182 km – Silver Star Provincial Park (ca. 20 km nordöstlich, Zufahrt über Silver Star Rd.)
- 253 km – Monte Lake Provincial Park
- 273 km – Monte Creek Provincial Park

#### Highway 97A
- 46 km – Enderby Cliffs Provincial Protected Area
- 57 km – Mara Provincial Park
- 62 km – Upper Violet Creek Provincial Park

#### Highway 97C (östlicher Abschnitt)
- 18 km – Trepanier Provincial Protected Area
- 45 km – Pennask Provincial Protected Area
- 78 km – Kentucky Alleyne Provincial Park

#### Highway 97C (westlicher Abschnitt)
- 49 km – Tunkwa Provincial Park (etwa zwölf Kilometer nördlich, Zufahrt über Logan Lake Rd./Tunkwa Lake Rd.)
- 105 km – Elephant Hill Provincial Park

### Cariboo Highway
- 11 km – Hat Creek Ranch Provincial Historic Site (etwa drei Kilometer westlich, Zufahrt über Highway 99)
- 40 km – Marble Range Provincial Park (etwa acht Kilometer südwestlich, Zufahrt über Kelly Lake Rd.)
- 40 km – Downing Provincial Park (ca. 14 km südwestlich, Zufahrt über Kelly Lake Rd.)
- 40 km – Edge Hills (ca. 17 km südwestlich, Zufahrt über Kelly Lake Rd.)
- 56 km – Chasm Provincial Park (etwa vier Kilometer östlich, Zufahrt über Chasm Rd.)
- 56 km – Churn Creek Protected Area (ca. 60 km nordwestlich, Zufahrt über Dog Creek Rd.)
- 94 km – Flat Lake Provincial Park (etwa zwei Kilometer westlich, Zufahrt über Davis Lake Rd.)
- 116 km – Schoolhouse Lake Provincial Park (ca. 25 km nordöstlich, Zufahrt über Canim Lake Rd., Ruth Lake Rd. und Hawkins Lake Rd.)
- 153 km – Lac La Hache Provincial Park
- 156 km – Cariboo Nature Provincial Park
- 327 km – Pinnacles Provincial Park (etwa drei Kilometer westlich, Zufahrt über Nazko Highway)
- 340 km – Ten Mile Lake Provincial Park
- 385 km – Three Sisters Lake Provincial Park (etwa acht Kilometer nordöstlich)

### John Hart Highway
- 27 km – Giscome Portage Trail Protected Area
- 71 km – Crooked River Provincial Park
- 125 km – Whisker's Point Provincial Park
- 144 km – Tudyah Lake Provincial Park
- 186 km – Bijoux Falls Provincial Park
- 192 km – Pine Le Moray Provincial Park
- 314 km – Pine River Breaks Provincial Park
- 335 km – East Pine Provincial Park

### Alaska Highway
- 28 km – Kiskatinaw Provincial Park
- 55 km – Taylor Landing Provincial Park
- 80 km – Beatton Provincial Park (etwa acht Kilometer nordöstlich)
- 84 km – Charlie Lake Provincial Park
- 279 km – Buckinghorse River Wayside Provincial Park
- 349 km – Prophet River Wayside Provincial Park
- 426 km – Andy Bailey Lake Provincial Park (elf Kilometer östlich)
- 509 km – Kledo Creek Provincial Park
- 554 km – Tetsa River Provincial Park
- 594 km – Stone Mountain Provincial Park
- 655 km – Muncho Lake Provincial Park
- 765 km – Liard River Hotsprings Provincial Park
- 937 km – Hyland River Provincial Park